# Ciorna Kameanka, Mankivka
Ciorna Kameanka (în ucraineană Чорна Кам'янка) este localitatea de reședință a comunei Ciorna Kameanka din raionul Mankivka, regiunea Cerkasî, Ucraina.

## Demografie
Componența lingvistică a localității Ciorna Kameanka
     Ucraineană (98,52%)
     Rusă (1,18%)
     Alte limbi (0,2%)
Conform recensământului din 2001, majoritatea populației localității Ciorna Kameanka era vorbitoare de ucraineană (98,52%), existând în minoritate și vorbitori de rusă (1,18%).